# Тарас Шевченко і Київський університет

Тарас Шевченко біля Червоного корпусу Київського університету. Фотокопія фрагменту картини написаної олією 80 рр ХХ ст.

Розпочавшись ще за життя Тараса Шевченка, його безпосередні та опосередковані зв'язки з Київським університетом ніколи не припинялися.

## Робота у Тимчасовій комісії

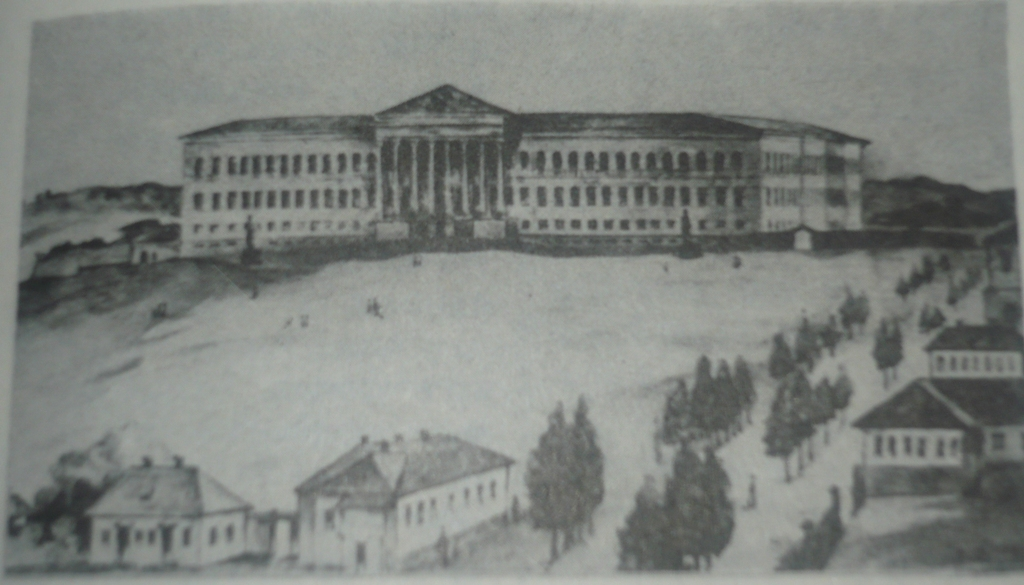
Замальовка Тарасом Шевченком Червоного корпусу Київського університету у 1846 р.

У другий приїзд в Україні (1845—1847) Тарас Шевченко стає працівником Тимчасової комісії для розгляду давніх актів у Києві, яка працювала в найтіснішому зв'язку з Київським університетом, складалася майже виключно з університетських викладачів і згодом розмістилася у Червоному корпусі університету.
В той самий час Шевченко робить низку замальовок Києва, зокрема й Червоного корпусу Київського університету. Він працював у комісії півтора року (до березня 1847  р.) та отримував платню за свою роботу — 12 руб.50 коп. щомісяця. Збереглися археологічні нотатки, зроблені їм під час подорожі Україною, у яких названі та описані стародавні храми, старовинні церковні речі, а також могили, укріплення і таке інше.
З ординарним професором кафедри законів державного благоустрою М.  Д.  Іванишевим по завданню комісії Шевченко у 1846  р. брав участь в археологічних розкопках давніх скіфських могил Перепет (Перепьят) і Перепетихи поблизу Фастова (Васильківський у'їзд). Результати розкопок були опубліковані Тимчасовою комісією у виданнях «Древностях, изданных Комиссиею для разбора древних актов», мали високу наукову цінність. Співпраця з М.  Д.  Іванишевим сформувало у Шевченка стійке переконання, щодо важливості археології, яку він назвав «таємничою матір'ю історії».

## Робота у Київському університеті

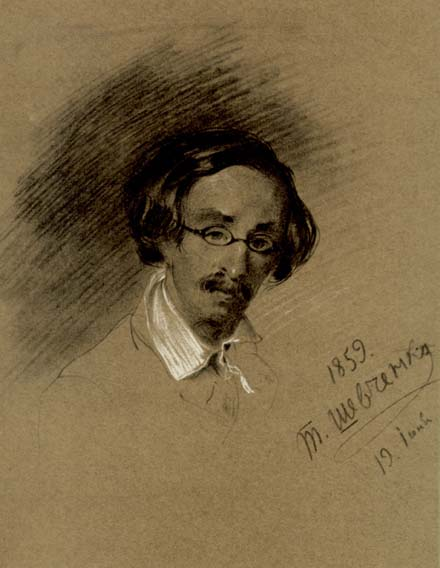
Портрет Максимовича виконаний Шевченком

У одному з листів М. Костомарову Тарас Шевченко писав про своє бажання працювати у Київському університеті. 
|  | «Коли б то Бог дав мені притулитися до університету, дуже добре було б…» |

27 листопада 1846  р. Тарас Шевченко подає заяву на ім'я попечителя Київського навчального округу про зарахування на посаду вчителя малювання у Київському університеті, на яку його затвердили 21 лютого 1847  р.
З лютого 1847  р. Тарас Шевченко був зарахований викладачем малювання в Університеті Св. Володимира, але через кілька тижнів після призначення його заарештували за участь у Кирило-Мефодіївському товаристві та за рукописний збірник поезій «Три літа» і дали один із найсуворіших вироків: десять років солдатської служби з забороною писати та малювати. Після звільнення Шевченко написав «Букварь Южнорусский» для недільних шкіл, займався його поширенням, листувався з першим ректором Університету Михайлом Максимовичем.

## Смерть поета
26 лютого (ст. ст.) 1861  р. помер Тарас Шевченко. В університет того ж дня надійшла телеграма «Помер Тарас». Того ж дня в університетській домовій церкві Св. Володимира у Червоному корпусі відслужено громадську панахиду. Під час перепоховання поета студенти Київського університету на своїх плечах несли домовину з тілом поета. Учасники тих подій, на той час студенти університету — М. Драгоманов, М. Стрицький, В. Антонович, П. Житецький, Т. Рильський, П. Косач.

## Творчість Т. Шевченка і викладачі Університету Св. Володимира
До творчої спадщини Тараса Шевченка у другій половині XIX ст. — початку XX зверталися такі вихованці та викладачі Київського університету: В. Антонович, М. Драгоманов, С. Єфремов, М. Дашкевич, В. Доманицький, Д. Чижевський, О. Грушевський, П. Филипович, М. Зеров, О. Дорошкевич. У 1918  р. вихованець університету М. Біляшівський ініціював придбання для Київського національного музею двох портретів намальованих Т. Шевченком: (1) портрету М. Максимовича та (2) портрету його дружини М. Максимович обидва датовані 1859 р.

## Фільм «Шляхами Тараса»
У 1930 рр. проф. П. Попов започаткував наукові шевченківські експедиції «Слідами Шевченка», матеріали якої лягли в основу його книги «Тарас Шевченко про народну творчість» (1952). Під час експедиції кіностудія Київського державного університету зняла науково-популярний фільм «Шляхами Тараса».

## Присвоєння Київському університету ім'я Тараса Шевченка
5 березня 1939 року Київському державному університету, у дні святкування 125-річчя з дня народження поета присвоєно ім'я Тараса Григоровича Шевченка. А 6 березня навпроти Червоного корпусу Київського університету відкрито пам'ятник Тарасу Шевченку. Щороку з того часу 9 березня до підніжжя пам'ятника Тарасу Шевченку покладають квіти. Їх приносять до Тараса студенти та викладачі на чолі з ректором, проректорами, керівниками профспілкових та ветеранських організацій Київського університету. Потім учасники такого мітингу зазвичай разом виконують пісні на слова Тараса Шевченка «Думи мої…» та «Реве та стогне Дніпр широкий».

## Столітні роковини з дня смерті поета

Меморіальна дошка Тарасові Шевченку на фасаді Червоного корпусу Київського університету

У столітні роковини пам'яті Тараса Шевченка 17 травня 1961 р. при вході до Червоного корпусу встановлено пам'ятну дошку із зображенням поета.
Того ж року було відкрито кабінет, що функціонує тепер, як навчальна лабораторія шевченкознавства Інституту філології Київського університету.
20 травня1961 року Постановою Ради Міністрів УРСР заснована Республіканська премія імені Т.  Г.  Шевченка, з 2000  р. вона носить назву Національна премія України імені Тараса Шевченка. З того часу понад 70 випускників університету отримали звання лауреата цієї премії, як відомі діячі науки, культури, літератури та мистецтва.

## Вітраж «Шевченко. Мати»
У 1964 А. Горська в співавторстві з О. Заливахою, Л. Семикіною, Г. Севрук та Г. Зубченко створила у вестибюлі Червоного корпусу вітраж «Шевченко. Мати». Скликана після цього комісія кваліфікувала його як ідейно ворожий, тож вітраж був знищений адміністрацією університету. А. Горську і Л. Семикіну через це виключили зі Спілки художників, щоправда, через рік відновили.

## Науковці Київського університету і творчий спадок Тараса Шевченка
Перший шевченківський збірник в університеті — «Пам'яті Т.  Г.  Шевченка. Наукові Записки» опубліковано в 1939  р. Помітний слід у шевченкознавстві XX ст. залишили такі викладачі Київського університету — проф. Є. Кирилюк, П. Плющ, В. Масальського, В. Ільїних, Г. Левченко, В. Вервеса, П. Тимошик, М. Федченко. Про творчість Тараса Шевченка було написано низку монографій Л. Задорожною, Я. Вільною, А. Мойсеєнком, Н. Слухай, Ю. Мосенкісом, С. Брижицькою. З проблем шевченкознавства серед інших в різний час захистили кандидатські дисертації такі вчені університету — М. Русанівський, М. Коцюбинська, М. Мольнар, С. Козак, М. Дубина, О. Яблонська та ін.
У 1999 року створено кафедру історії української літератури та шевченкознавства Інституту філології. Діяльність кафедри історії української літератури і шевченкознавства провадиться у трьох стратегічних навчальних і наукових напрямках. Перший — викладання і вивчення історії літератури X—XVIII століть. Другий — літератури XIX століття. Третій — творчості Тараса Шевченка.
Переважна більшість статей наукового збірника «Інформаційна сфера як духовне явище», випущений Інститутом журналістики (1999), присвячена Тарасу Шевченку.
У вересні 2009  р. в Анкарі була надрукована збірка перекладів «KOBZAR (Seçmeler)» («Кобзар. Вибране»). Вперше турецькою мовою вірші та поеми видатного українського поета Тараса Г. Шевченка переклала Федора Іванівна Арнаут, кандидат філологічних наук, доцент кафедри тюркології Інституту філології Київського національного університету імені Тараса Шевченка. До видання разом із найвизначнішими віршами увійшли поеми «Кавказ» та «Катерина».

## Іноземні вчені-шевченкознавці та Київський університет

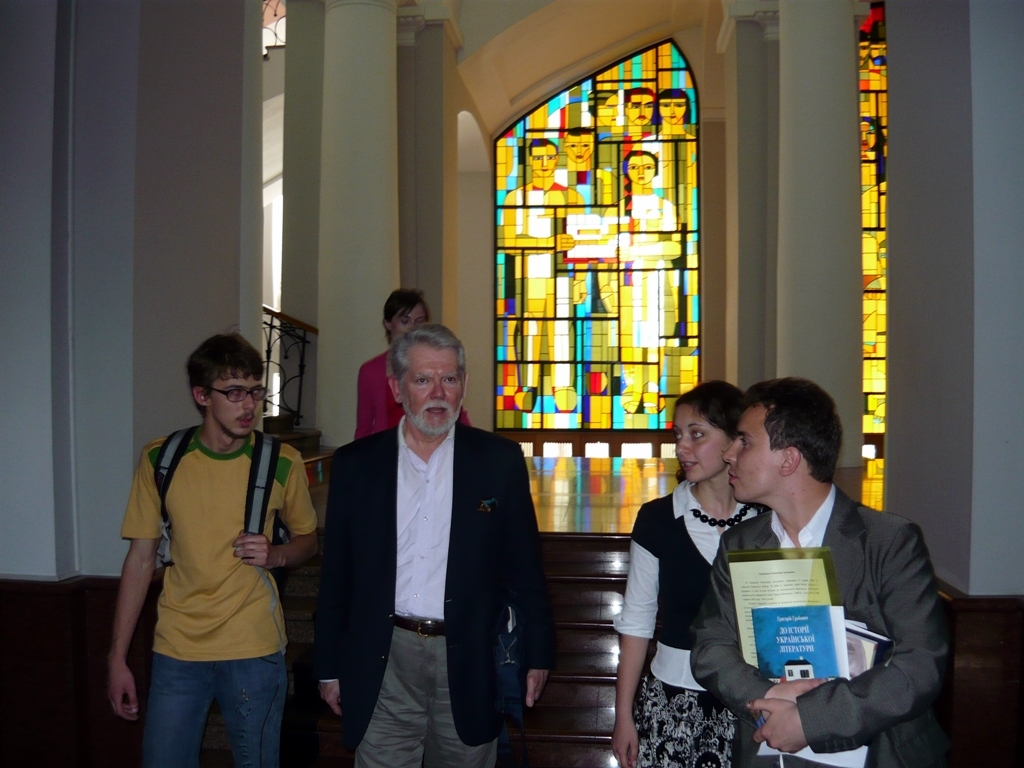
Г. Грабович у Київському університеті. 2008 рік

З 1997  р. — Почесним доктором Київського університету є Грабович Григорій Юлійович — літературознавець, професор кафедри української літератури Українського наукового інституту Гарвардського університету. Акцентованою полемічністю відзначаються праці Грабовича про Т. Шевченка чи не центральні в його науковому доробку, зокрема книги «Шевченко як міфотворець», «Шевченко, якого не знаємо», численні статті.
Тему Тарас Шевченко та Схід у Київському університеті піднімав ще П.  М.  Попов у своєму дослідженні «Шевченко про Китай» (1958). За останні ж роки в Київському університеті навчався японець Фукуока Сейндзі, який приїхав в університет, щоб вивчити українську мову і читати українську літературу та твори Тараса Шевченка в оригіналі. Кім Сук Вон з Південної Кореї став доцентом Київського університету та першим корейським шевченкознавцем.

## Премія імені Тараса Шевченка Київського університету
З 1989  р. в університеті запроваджена премія імені Тараса Шевченка за наукові досягнення представників Київського університету «за вагомі наукові дослідження, які сприяють розвитку гуманітарних та природничих наук, утверджують високий авторитет університетської науки на міжнародному рівні».
Щороку десять Премій імені Тараса Шевченка КНУ імені Тараса Шевченка присуджується Вченою Радою університету, з них по дві студентом та аспірантам університету (в кожній номінації — одна з природничих, друга — з соціогуманітарних досліджень). Урочисте нагородження переможців відбувається у березні до дня народження Тараса Шевченка.

## Київський університет та шевченківські місця
Канівський природний заповідник (Черкаська область) розташований поблизу одного з найбільших туристичних центрів України (Тарасову гору щороку відвідують до 300 тисяч туристів). Науковці університету розробили екологічну стежку для організованих екскурсій з метою пропаганди історичних, природоохоронних знань та підвищення рівня екологічної культури туристів.
У 2011–2012  рр. планується подальше облаштування на території Канівського природного заповідника пам'ятних історичних місць, пов'язаних з іменем Т.  Г.  Шевченка.

## Використана література
- Рудько М.  П.  Тарас Шевченко і Київський університет — Київ: Київський університет, 1959. — 87 с.
- Попов П.  М.  Шевченко і Київський університет — К., 1964. — 79 с.
- Тарас Шевченко і Університет його імені/ Газета Київський університет. № 7 вересня 2009  р.